# Caligine

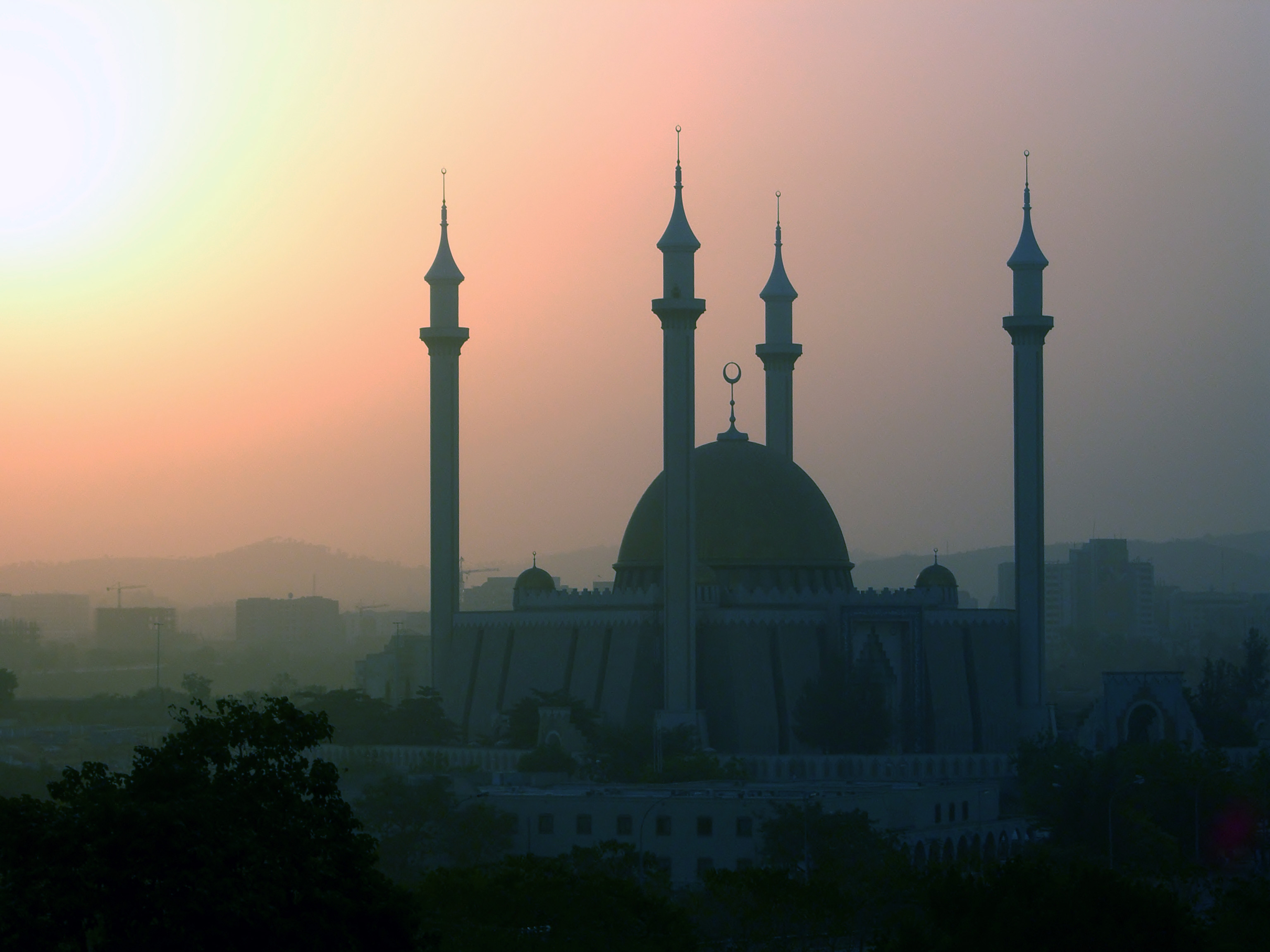
Caligine dell'armattano in Abuja.

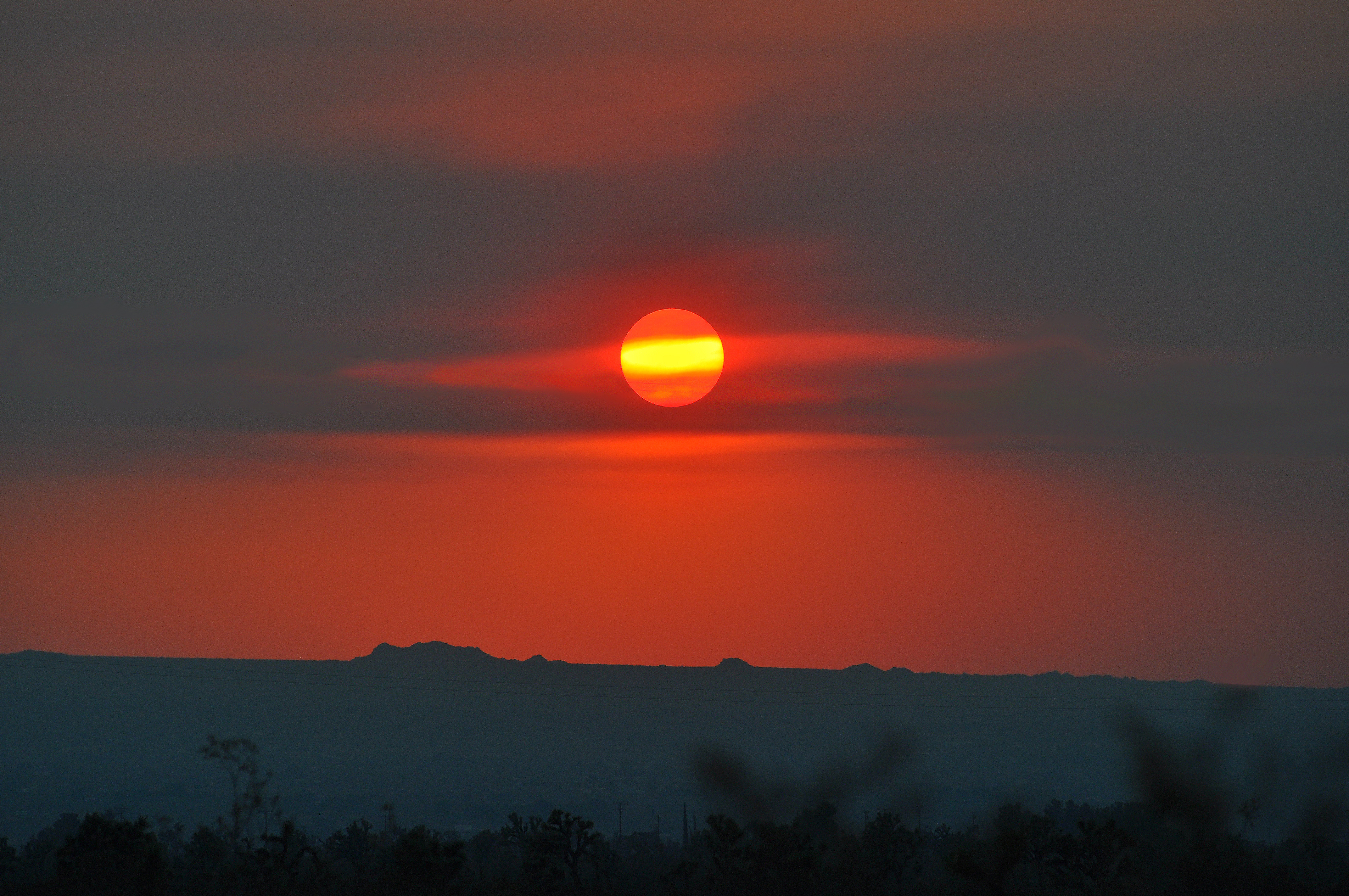
La caligine sul deserto del Mojave, prodotta da un incendio boschivo nella zona di Santa Barbara (California) durante il tramonto del solstizio d'estate del 2016. Il sole è stato fotografato senza un filtro.

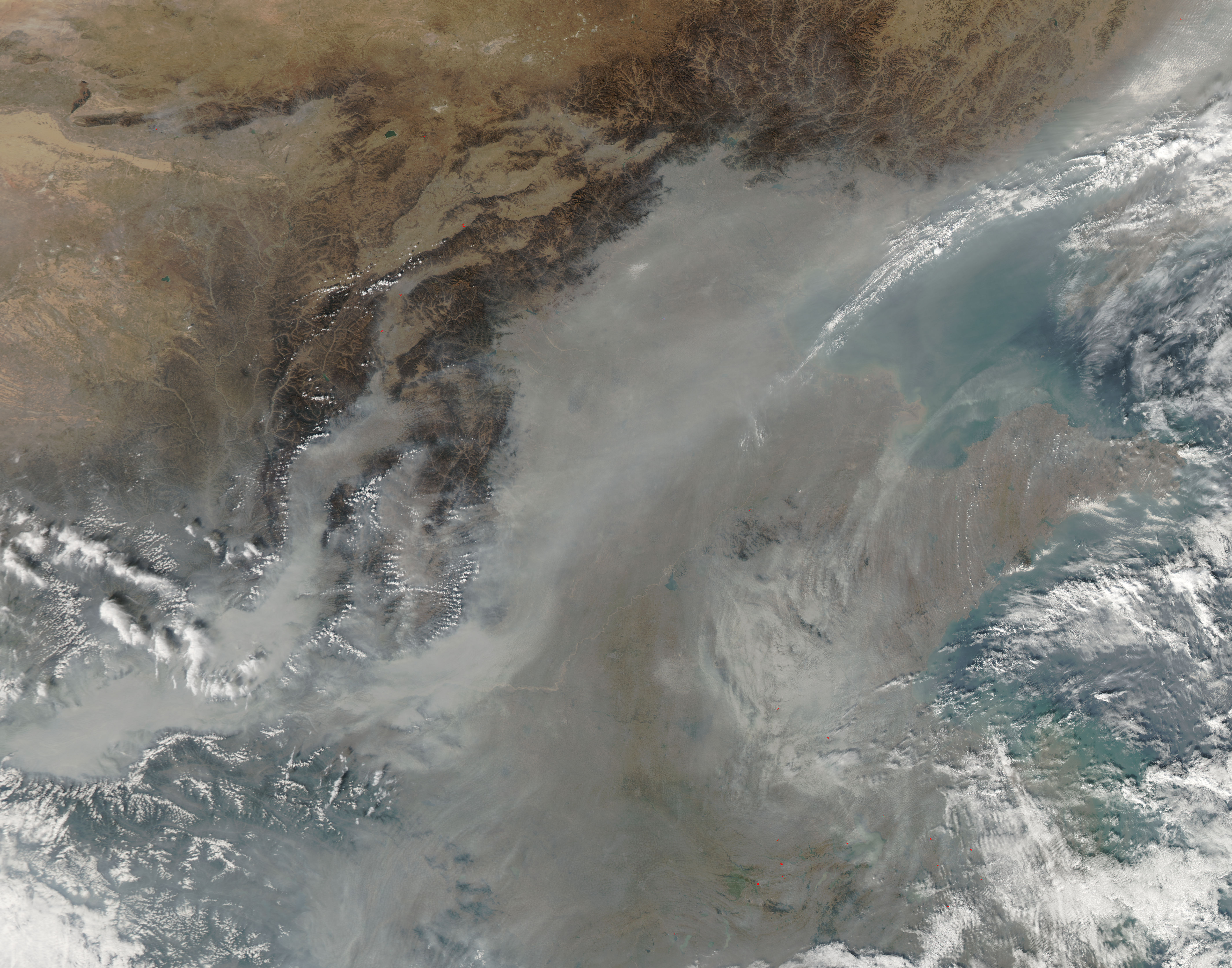
Caligine sulla pianura settentrionale cinese.

La caligine è un fenomeno ottico caratterizzato da opacità dell'atmosfera dovuta a un pulviscolo principalmente secco o fumo, causato da inquinamento o incendio. Il manuale dei codici dell'Organizzazione meteorologica mondiale include una classificazione delle oscurazioni orizzontali del cielo nelle categorie di nebbia, nebbia ghiacciata, nebbia di vapore (sea smoke), foschia, caligine, fumo, emissioni vulcaniche (Vog), polvere, sabbia, e neve. Le sorgenti del particolato caliginoso includono anche l'agricoltura (ad esempio l'aratura nelle stagioni secche), il traffico veicolare, l'industria e gli incendi boschivi.

## Fenomeno ottico
Osservata da lontano, e a seconda della direzione rispetto al sole, la caligine varia dal marroncino al bluastro, mentre la foschia tende al blu-grigio. Sebbene la caligine sia considerata spesso un fenomeno collegato all'aria secca, al contrario della foschia, dovuta all'aria umida, le particelle caliginose possono agire da nuclei di condensazione per la conseguente formazione di goccioline di foschia: tale forma di caligine è nota come "caligine bagnata".
Il termine "caligine", nella meteorologia è generalmente usato per indicare gli aerosol di tipo umido che riducono la visibilità. Tali aerosol solitamente sono formati da complesse reazioni chimiche che si presentano quando i gas di anidride solforosa emessi durante una combustione vengono convertiti in microscopiche goccioline di acido solforico. La reazione viene favorita dalla presenza di radiazione solare, alta umidità relativa e ristagno delle masse d'aria. Una piccola parte dei componenti degli aerosol paiono derivare da composti emessi dalla vegetazione, quali i terpeni. Per tutte queste ragioni, la "caligine bagnata" tende a presentarsi come fenomeno tipico delle stagioni calde.

## Inquinamento atmosferico
Si ha frequentementela formazione di caligine quando particelle di fumo e polvere si accumulano in aria relativamente secca. Quando le condizioni meteorologiche impediscono la dispersione dei fumi e degli altri inquinanti, questi si concentrano formando degli strati bassi in sospensione che riducono la visibilità e possono minacciare la salute respiratoria. L'inquinamento industriale può portare alla formazione di dense caligini, conosciute come smog.
Dal 1991 la caligine è stato un problema particolarmente acuto nel sud est asiatico, soprattutto a causa di ricorrenti incendi nelle isole di Sumatra Borneo. In risposta alla disastrosa caligine del 1997, i paesi dell'ASEAN concordarono un Regional Haze Action Plan (1997). Nel 2002 tutti i paesi di tale organizzazione, esclusa l'Indonesia, siglarono un "trattato sull'inquinamento transfrontaliero), il quale però è rimasto un problema.
Negli Stati Uniti il programma IMPROVE (Interagency Monitoring of Protected Visual Environments) è stato sviluppato come sforzo di collaborazione fra la US-EPA ed il National Park Service per stabilire l'esatta composizione chimica delle caligini nei parchi nazionali e definire misure di controllo dell'inquinamento atmosferico che riportassero la visibilità ai livelli pre-industriali.
Nell'estate del 1783 quasi tutta la penisola italiana fu attraversata a più riprese da una densa caligine, che dette origine a numerose congetture sulla sua origine e sui suoi effetti, ritenuti talora positivi e talora presagio di sventure. Verosimilmente, in combinato con differenti condizioni atmosferiche favorevoli, l'origine di tale fenomeno fu uno degli effetti del disastroso terremoto che colpì la Calabria in quell'anno, considerato uno dei più violenti della storia italiana.

### Controversie internazionali

#### Caligini transfrontaliere
Come tutti i fenomeni di inquinamento che si riversano in atmosfera, la caligine non è un problema meramente interno agli stati. Nel 2013, a causa di numerosi incendi boschivi in Indonesia, la capitale malese Kuala Lumpur e le aree circostanti vennero coperte da un manto di esalazioni nocive, con un intenso odore di cenere e carbone che pervase l'aria per oltre una settimana, nella peggiore crisi ecologica per il paese dal 1997. La caligine era dovuta principalmente agli incendi appiccati nella stagione secca da contadini, proprietari terrieri e minatori nelle isole indonesiane di Sumatra Kalimantan e Riau, in vista di un disboscamento rapido ed economico. I venti soffiarono ma maggior parte delle esalazioni oltre il vicino Stretto di Malacca verso la Malesia.

## Oscuramento

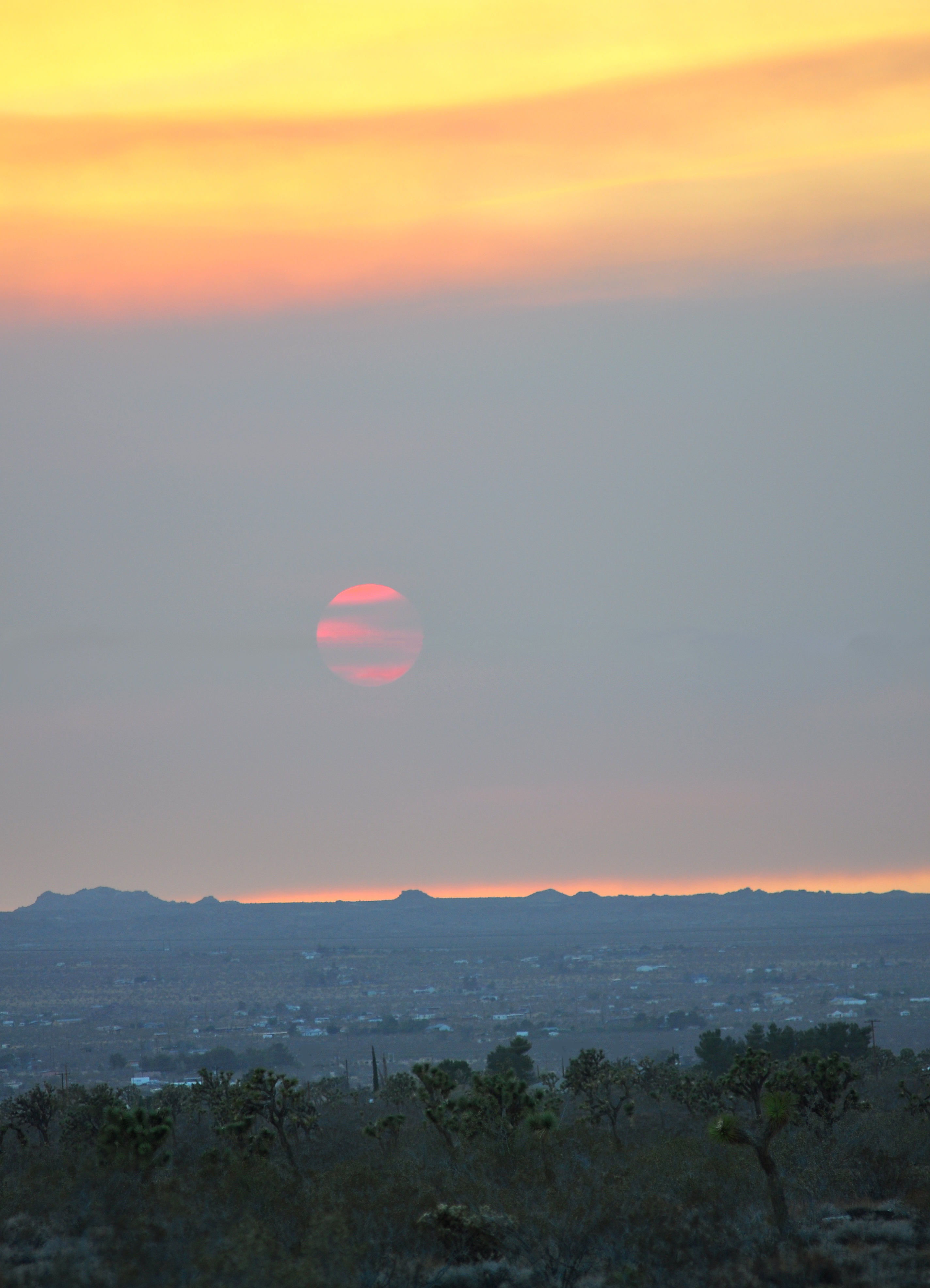
La caligine sul Mojave causata dagli incendi nell'Inland Empire (giugno 2016) dimostra la perdita di contrasto con il sole, ed il paesaggio in generale

La caligine è causa di problemi anche nel campo delle riprese terrestri, dove la penetrazione di ampi strati di atmosfera è necessaria per fissare nell'immagine oggetti molto distanti. Ne risulta a livello visivo una perdita di contrasto del soggetto, a causa dell'effetto della diffusione ottica della luce attraverso il particolato caliginoso. Per queste ragioni i colori dell'alba e del tramonto appaiono attenuati nei giorni di caligine, e le stelle possono venire oscurate durante le ore notturne.
La caligine può essere definita come una forma aerea dell'effetto Tyndall in quanto selettiva dello spettro visibile, diversamente da altri fenomeni atmosferici come le nuvole e la nebbia: le lunghezze d'onda più corte (verso il blu) vengono maggiormente diffuse, mentre le onde più lunghe (rossi/infrarossi) vengono diffuse meno. Per tale ragione molti teleobiettivi fotografici includono filtri gialli per aumentare il contrasto dell'immagine. la telecamera termografica, sensibile alla radiazione infrarossa, può essere utilizzata per penetrare le caligini a lunghe distanze.